# André Bar
André Bar, (Lieja, 1 de setembre de 1935) va ser un ciclista belga, que fou professional de 1960 al 1964. Va combinar la pista amb la carretera. Com amateur, va participar en els Jocs Olímpics de Melbourne.

## Palmarès en pista
- 1955
  -  Campió de Bèlgica amateur en Persecució per equips
- 1956
  -  Campió de Bèlgica amateur en Persecució per equips

## Palmarès en ruta
- 1955
  -  Campió de Bèlgica militar en ruta
- 1956
  - 1r a la Romsée-Stavelot-Romsée
- 1957
  - 1r a la Romsée-Stavelot-Romsée
- 1959
  - 1r a la Volta al Marroc
- 1959
  - 1r al Tour de l'Oise i vencedor d'una etapa